# Mro Choungoui
Mro Choungoui ist ein Fluss auf Anjouan, einer Insel der Komoren in der Straße von Mosambik.

## Geographie
Der Fluss entspringt im Gebiet von Chonggoui am Hang des Choungoui-Kammes an der Westküste von Anjouan. Er verläuft nach Südwesten bis Dar Salam, wo er in die Straße von Mosambik mündet.
Östlich und südlich schließt sich das Einzugsgebiet des Lingoni an. Weiter nördlich verläuft der Mro Bandani.